# Ambositracris morati
Ambositracris morati är en insektsart som beskrevs av Kevan, D.K.M., Akbar och Y.C. Chang 1971. Ambositracris morati ingår i släktet Ambositracris och familjen Pyrgomorphidae. Inga underarter finns listade i Catalogue of Life.